# توماس آلوفس
توماس آلوفس (به آلمانی: Thomas Allofs) بازیکن فوتبال و مهاجم اهل آلمان است که از سال ۱۹۸۵ میلادی عضو تیم ملی فوتبال آلمان بوده‌است. وی در ۲ بازی ملی حضور داشته است و آخرین بازی ملی خود را در سال ۱۹۸۸ میلادی انجام داد. توماس آلوفس در بازی‌های ملی‌اش گلی به ثمر نرساند.